# Tsunami – Die Todeswelle
Tsunami – Die Todeswelle (koreanisch 해운대 Haeundae) ist ein südkoreanischer Spielfilm des Regisseurs Yoon Je-kyun aus dem Jahr 2009. Der Film wird als erster südkoreanischer Katastrophenfilm überhaupt vermarktet.

## Handlung
In Busan, im Südosten Südkoreas liegt der Haeundae-Strand, der jährlich Millionen von Touristen anzieht. Dort lebt Man-sik mit seiner Mutter, seinem Bruder und seinem kleinen Sohn direkt am Meer, wo seine Mutter ein Lokal betreibt. In der Nähe lebt Yeon-hee, die ein nicht lizenziertes Restaurant betreibt und von Man-siks Mutter andauernd verbal und physisch angegriffen wird. Man-sik liebt sie, kann ihr seine Liebe aber nicht gestehen, da er durch ein Versehen am Tod ihres Vaters beim Tsunami 2004 im Indischen Ozean verantwortlich war. Ein weiterer Charakter ist Dong-choon, ein arbeitsloser Versager, der Man-siks Sohn beinahe auf die schiefe Bahn treibt.
Der Wissenschaftler Hwi Kim warnt vor der drohenden Gefahr durch sogenannte Megatsunamis. Keiner will ihm glauben, da Korea als erdbebenfrei gilt und bei Tsunamis eher die Japaner betroffen wären. Nach dem Treffen begegnet er zufällig seiner Exfrau Ji-min, die mit ihrem neuen Freund und ihrer kleinen Tochter nach Korea gezogen ist. Das Mädchen weiß nicht, dass Hwi ihr Vater ist. Ji-min besteht darauf, dass sie es nicht erfahren soll, um sie nicht zu verwirren. Hwi gibt widerwillig nach.
Zur selben Zeit fällt vor der Küste die wohlhabende Studentin Hee-mi von der Jacht eines Jungen, den sie am Strand kennengelernt hatte. Hyeong-sik, der Bruder von Man-sik, der als Rettungsschwimmer arbeitet, rettet sie. Beide verletzten sich aber gegenseitig, weshalb sie sich wiedersehen, da sie ihn anzeigen will. Sie kommen sich stattdessen näher und es entwickelt sich eine Romanze zwischen ihnen. Hee-mis neuer Bekannter aber will die Beziehung sabotieren, um sie für sich zu haben.
Man-sik und viele andere wollen sich gegen ein neues Bauprojekt seines Onkels wenden. Gleichzeitig will er sich endlich dazu durchringen, Yeon-hee seine Liebe zu gestehen und ihr einen Antrag zu machen. Bei einem Feuerwerk, das zur Feier einer Expo gegeben wird, hält er um ihre Hand an. Sie sagt, sie werde ein rotes Tuch an der Außenwand anbringen, wenn sie zusagt. Währenddessen häufen sich im Japanischen Meer die Seebeben, die sich immer weiter auf Korea zu bewegen und immer stärker werden. Hyeong-sik wird unterdessen von mehreren Jungen angegriffen und gedemütigt, die ihm einreden, dass Hee-mi verlobt sei. Gekränkt macht er mit ihr Schluss.
Am nächsten Tag will Hwi die Behörden dazu bringen, die Stadt und den Strand zu evakuieren. Seine Warnungen bleiben jedoch ungehört. Man-sik erfährt derweil, dass Dong-choon Yeon-hee die Wahrheit über den Tod ihres Vaters gesagt hat. Man-sik wird so wütend, dass er auf Dong-choon losgehen will, als ein Vogel vom Himmel fällt und in Dong-choons Windschutzscheibe einschlägt. Die enttäuschte Yeon-hee versenkt unterdessen das rote Tuch in der Bucht. Dong-choons Mutter will ihrem verantwortungslosen Sohn helfen und ihm Schuhe für ein Vorstellungsgespräch kaufen. Man-siks Mutter und sein Sohn sind im Taxi auf der Gwangan-Brücke, wo auch Dong-choon unterwegs ist. Plötzlich erschüttert ein Erdbeben die Stadt. Auf einer Insel bricht eine Bergflanke ein, was einen Tsunami auslöst, der mit 800 km/h auf die koreanische Küste zurast. In Busan heulen die Sirenen auf, doch erst als am Strand das Wasser zurückgeht, beginnen die Menschen zu fliehen. Man-sik, der sich gerade mit Yeon-hee aussprechen will, flüchtet mit ihr durch die Stadt.
Nur wenige Minuten später rollt eine rund 100 Meter hohe Flutwelle über den Strand und die Innenstadt hinweg und spült tausende in den Tod. Man-sik und Yeon-hee überleben nur knapp, während durch einen Stromschlag alle in ihrer Nähe getötet werden. Dong-choon hat auf der Brücke überlebt und kann flüchten, bevor ein auf der Brücke liegender Tanker diese durch eine Explosion zerstört. Er wird ins Meer gespült, wo er sich und Man-siks Familie auf einen Container retten kann. Man-sik und Yeon-hee überleben an zwei Laternenmasten, als Man-siks Onkel von einer treibenden Reklametafel mitgerissen wird. Hyeong-sik ist im Hubschrauber auf der Suche nach Hee-mi, die von ihrer Bekanntschaft auf einen einsamen Jachtausflug mitgeschleppt wurde. Hyeong-sik gelingt es, beide in den Hubschrauber zu retten, bleibt aber selbst in der stürmischen See zurück, wo er ertrinkt. Hwi konnte seine Tochter aus dem überfluteten Hotelzimmer retten und bringt sie aufs Dach. Ji-min, die im Fahrstuhl zu ertrinken droht, wird von einem Hotelangestellten gerettet. Sie rennt aufs Dach, wo sie ihre Tochter und Hwi findet. Als eine zweite, noch größere Welle auf sie zurast, gesteht Hwi ihr, dass er ihr Vater sei, bevor sie von einem Hubschrauber gerettet wird. Kurz darauf werden Hwi und Ji-min von der Welle getötet.
Bei der Trauerfeier für die Toten gedenken Man-sik und seine Familie seinem Bruder. Hee-mi, die von Hyeong-sik vor seinem Tod eine Uhr geschenkt bekommen hat, bricht in Tränen aus. Dong-choon wird zum Ehrenbürger ernannt, weil er 13 Menschen gerettet hat, er zerbricht jedoch an seinen Schuldgefühlen, da seine Mutter noch leben könnte, wäre er einfach zu dem Vorstellungsgespräch gegangen, ohne sich zu beklagen, er habe keine Schuhe dafür. Hwis Tochter trifft Man-siks Sohn am Strand und freundet sich mit ihm an, bevor sie zurück zu ihrer Großmutter geht, bei der sie jetzt lebt. Yeon-hee räumt gerade die Trümmer ihres Lokals auf, als sie das rote Tuch findet, das sie aufhängen sollte. Man-sik nimmt ihr das Tuch ab und lässt es fliegen.
Die letzte Einstellung zeigt das zerstörte Busan und den von Trümmern übersäten Haeundae-Strand in einer Atmosphäre, die auf eine bessere Zukunft hindeutet.

## Entstehung und Veröffentlichung
| Figur           | Darsteller      | Deutscher Sprecher |
| --------------- | --------------- | ------------------ |
| Choi Man-sik    | Sol Kyung-gu    | Philipp Brammer    |
| Kang Yeon-hee   | Ha Ji-won       | Katerina Jacob     |
| Kim Hwi         | Park Joong-hoon |                    |
| Lee Yoo-jin     | Uhm Jung-hwa    |                    |
| Choi Hyeong-sik | Lee Min-ki      | Rick Kavanian      |
| Kim Hee-mi      | Kang Ye-won     |                    |
| Oh Dong-choon   | Kim In-kwon     | Lutz Mackensy      |
| Eok-jo          |                 | Bernd Vollbrecht   |

Der Film wurde von Doosaboo Film und CJ Entertainment produziert und in Busan gedreht. Die Spezialeffekte wurden von der Firma Polygon Entertainment in San Francisco kreiert. Die Kosten für den Film beliefen sich auf schätzungsweise 18 Milliarden Won (ca. 15 Millionen US-Dollar).
Der Film hatte seine Premiere am 22. Juli 2009 in Südkorea. In Südkorea sahen mehr als 11 Millionen Zuschauer den Film. Der Film wurde auch in Hongkong, Indien, Indonesien, Japan, Malaysia, den Philippinen, Singapur, Thailand, Vietnam, Tschechien, Deutschland, Ungarn, Großbritannien, Australien und der Türkei veröffentlicht.
Er erschien am 9. April 2010 erstmals im deutschen Sprachraum in einer um 17 Minuten kürzeren Fassung auf DVD und Blu-ray Disc. Die Erstausstrahlung im deutschen Free-TV erfolgte am 13. Juli 2012 auf Tele 5.